# Fernando Camborda
Fernando Leandro Camborda y Núñez de Arenas, antaño mal conocido como Francisco Camborda, (Ciudad Real, 13 de marzo de 1769 - Madrid, 18 de abril de 1823), periodista y poeta afrancesado español.

## Biografía
No es madrileño, como se había supuesto, sino ciudarrealeño. Era hijo del hidalgo Fernando Camborda Espinosa, natural de Malagón y escribano de profesión en Ciudad Real, y de Bárbara Núñez de Arenas Cerdán, de Ciudad Real, cuya familia se hallaba vinculada al ilustrado arzobispo de Toledo Francisco Antonio de Lorenzana. Fue bautizado en la iglesia de Santa María del Prado de esa misma ciudad y el 16 de febrero de 1795 el poeta Sebastián de Almenara lo casó en su parroquia de Santiago con María del Carmen Guerrero, natural de Villatobas. Estudió Derecho en la Complutense, pero en su formación colaboró estrechamente su tío, el ilustrado sacerdote Manuel Núñez de Arenas, párroco de Cardenete (Cuenca) con el que pasaba las vacaciones de verano y de Navidad y que era un activo colaborador del Memorial Literario de Madrid, con intereses científicos y afín a las ideas filosóficas de Andrés Piquer y a las ideas ilustradas de León de Arroyal. También Camborda escribió algunos artículos científicos en El Memorial Literario. Se licenció en ambos derechos el 9 de junio de 1790. Realizó las prácticas en Ciudad Real y Madrid. Al estallar la Guerra de la Independencia, fue alcalde mayor y corregidor en Llerena; los conflictos con la junta de defensa de Llerena le llevaron a permutar su destino por el de Hornachos. Vuelto afrancesado a causa de estas disputas, trabajó como oidor en la comisión criminal josefina de Manzanares (Ciudad Real) y estuvo en la logia bonapartista de esta localidad junto con los hermanos del helenista afrancesado Pedro Estala. Tras la guerra abrió un bufete en la capital de España, se matriculó como abogado en Madrid el 12 de octubre de 1820 y dirigió y redactó con su compatricio y amigo Félix Mejía diversos periódicos en Madrid, de inspiración liberal: La Colmena (1821), dedicado a divulgar las nuevas ideas liberales; La Periódico-manía (1820-1821), que criticaba la mala escritura de los periódicos de entonces y su escaso fervor constitucional, y El Cajón de Sastre (1821). Fue atacado en la prensa a causa de su afrancesamiento. Escribió también folletos en prosa, como Un par de banderillas a la Arlequinada, y algunos cuentos satíricos en verso, algo misóginos y donde atacaba con humor la vulgaridad y las supersticiones del pueblo. El manuscrito original ha sido reconstruido por el profesor Ángel Romera en la segunda parte de su Ilustración y literatura en Ciudad Real. Murió el 18 de abril de 1823 de un súbito ataque cardiaco mientras defendía un pleito en la Audiencia de Madrid.